# フレデリック・ションバーグ (初代ションバーグ公爵)

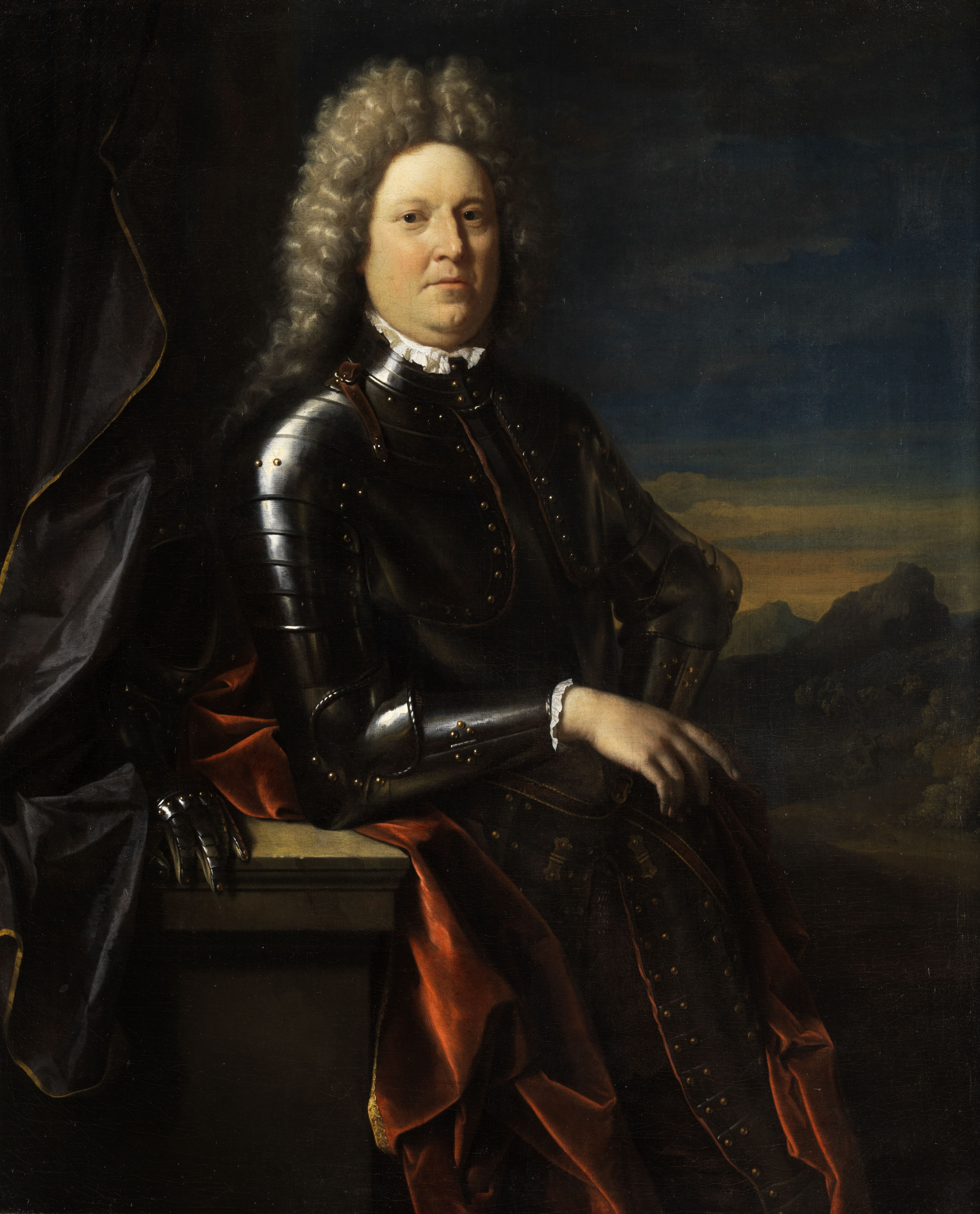
初代ションバーグ公フレデリック・ションバーグ

初代ションバーグ公フレデリック・ションバーグ（英語：Frederick Schomberg, 1st Duke of Schomberg, KG, 1615年12月 - 1690年7月11日）は、イングランドの軍人。各国を渡り歩き主にフランスで活躍、後にイングランドへ渡りイングランド貴族に叙された。ドイツ語ではフリードリヒ・ヘルマン・フォン・シェーンベルク（Friedrich Hermann von Schönberg）、フランス語ではフレデリック＝アルマン・ド・ションベール（Frédéric-Armand de Schomberg）と呼ばれる。

## 生涯
ドイツ（神聖ローマ帝国）のプファルツ選帝侯領の首都ハイデルベルクでプファルツの貴族ハンス・マインハルト・フォン・シェーンベルク伯爵と、イングランド貴族のダドリー男爵エドワード・サットンの娘アンの息子として誕生、プファルツ選帝侯フリードリヒ5世が名付け親となりフリードリヒと命名された。生まれた直後に母が亡くなり翌1616年に父も死去したため、プファルツの宮廷に引き取られ養育された。
三十年戦争ではフリードリヒ5世の叔父に当たるオランダ総督フレデリック・ヘンドリックのオランダ軍に入隊、1634年にスウェーデン軍に移りネルトリンゲンの戦いに参戦、翌1635年にフランス軍に移り一時退役したが、1639年にオランダ軍に復帰して1650年までフレデリック・ヘンドリックと息子のウィレム2世に従い1650年にウィレム2世が亡くなるとフランス軍へ移動、フロンドの乱と続くフランス・スペイン戦争で士官としてテュレンヌ元帥率いるフランス軍に従軍してコンデ公ルイ2世ら反乱軍やスペイン軍と戦った。
1659年にピレネー条約でフランスとスペインは和睦したが、スペインと戦っていたポルトガル王アフォンソ6世を密かに援助する方針を採ったフランスの指示でポルトガルに軍事顧問としてフランス軍を連れて入国、ポルトガル王政復古戦争でポルトガル軍と共にスペイン軍と交戦、1663年にアメイシアルの戦いの勝利でアフォンソ6世からメルトラ伯に叙爵され、1665年のモンテス・クラロスの戦いで決定的勝利を飾りフランス軍中将に進級した。1668年にスペインがポルトガル独立を承認、同年にアフォンソ6世の弟ペドロ2世がアフォンソ6世を幽閉したクーデターに加わった後フランスへ戻り、パリ近郊の土地を購入してフランスに帰化した。
フランス王ルイ14世が1670年にイングランド王チャールズ2世とドーヴァーの密約を結び1672年にオランダ侵略戦争を起こすと、1673年にイングランドへ派遣されイングランドのオランダ侵攻軍の指揮を任された。しかし、イングランド艦隊を率いるカンバーランド公ルパート（フリードリヒ5世の息子）と衝突したり、テセル島の海戦でイングランド海軍がオランダ海軍に敗れて大陸侵攻が不可能になったり、親フランスのチャールズ2世に議会が参戦を非難したりとフランスに不利な問題が積み重なり、侵攻軍を解散してフランスに帰国、大陸でオランダ軍と戦った。
1674年にスペインのカタルーニャ侵攻に失敗、フランス南部のベルガルド砦（現在のピレネー＝オリアンタル県ル・ペルテュ）を奪われるも翌1675年に奪回、フランス元帥に叙任された。1676年からスペイン領ネーデルラントに向かいネーデルラントの都市を落としつつマーストリヒトのオランダ軍救援を阻止、1679年にフランスの同盟国スウェーデンと戦っていたブランデンブルク選帝侯フリードリヒ・ヴィルヘルムに対してクレーフェを占領して威圧、スウェーデン・ブランデンブルク戦争から手を引かせた。1684年のルクセンブルク占領にも従軍している。
しかし、1685年にフォンテーヌブローの勅令が発令されるとプロテスタント（ユグノー）だったため迫害の対象となり、カトリックへの改宗を拒絶して軍を離れた。ルイ14世からは特別に引退を許されポルトガルで暮らしたが、1687年にブランデンブルクへ移住して亡命ユグノー達のリーダーとして保護に力を尽くし、翌1688年にフリードリヒ・ヴィルヘルムの紹介でオランダ総督ウィレム3世の元に移り、名誉革命でオランダ軍の副司令官としてイングランドへ遠征、翌1689年にウィレム3世が妻メアリー2世と共にイングランド王ウィリアム3世として即位すると恩賞としてイングランド貴族のションバーグ公爵に叙爵、ガーター勲章を与えられ、兵站部総監とウィリアム3世直属の歩兵連隊隊長にも任命された。
1689年、元イングランド王ジェームズ2世がアイルランドに上陸してウィリアマイト戦争が始まると、ウィリアム3世の指令でオランダ軍・亡命ユグノー・イングランド軍で構成された軍勢を連れてアイルランド北東でアルスターの首府ベルファストに上陸して南下したが、ジャコバイトの軍勢と比べると劣勢のため途中のレンスターの都市ダンドークで停止した。しかし、軍の大半が訓練不足の上、疫病の流行で大損害を受けたためベルファストへ引き上げるしかなくなった。
翌1690年に援軍を連れてベルファストに上陸したウィリアム3世と合流して再度南下、ボイン川の戦いでジェームズ2世・ティアコネル伯らジャコバイトと交戦した。この戦いで長男のメイナードが迂回して敵左翼の迎撃に向かう一方でユグノーを含む左翼を指揮して渡河しようとしたが、敵の騎兵隊に押された左翼を立て直そうと川に入った所でアイルランド騎兵に囲まれ戦死した。戦いは続けて渡河を行い成功したウィリアム3世が戦況を好転させたおかげでイングランド軍の勝利に終わった。
遺体はダブリンの聖パトリック大聖堂に埋葬され、1731年に記念碑が建立されジョナサン・スウィフトがラテン語で書いた碑文が記されている。爵位は分割されメルトラ伯位は長男メイナードが、ションバーグ公位は次男チャールズが継いだが、1693年にチャールズが大同盟戦争で戦死するとメイナードがションバーグ公位も継承した。ユグノー連隊は同じく亡命ユグノーの元フランス貴族ヘンリー・デ・マシューに引き継がれ、ウィリアマイト戦争終結後に手柄を認められゴールウェイ伯に叙爵された。